# Олигосинтетички језици
Олигосинтетички језици (грчки ὀλίγος, „мало“, „неколико") су језици који користе мали број морфема (можда неколико стотина) који се спајају да би се формирала реч или реченица. То их ставља насупрот полисинтетичким језицима.
Ниједан познат природни језик није олигосинтетички. Некада се сматрало да су језици наватл и блекфут олигосинтетички, али та тврдња је касније одбачена. Имајући ово у виду, многи лингвисти сматрају да је олигосинтетичност непрактична за стварну употребу, ако не и немогућа.

## Примери
Неки вештачки језици се могу сматрати олигосинтетичким: арахау, сона, пуна... Поред тога, у делу Џорџа Орвела 1984. тзв. нови говор тежи олигосинтетичкој структури; ти малобројни морфеми се синтетички спајају (doubleplusungood, „крајње незадовољавајуће").
Постоји и термин олигоаналитички језици, који означава језике који такође имају мали број појединачних морфема, али им структура тежи аналитичкој (изолативној). Пример је вештачки језик токипона.